# Country Shit
«Country Shit» — сингл американського репера Big K.R.I.T. з мікстейпу K.R.I.T. Wuz Here. У записі реміксу, який також видали окремком, узяли участь Ludacris та Bun B.

## Список пісень
Цифровий сингл
| #  | Назва          | Тривалість |
| -- | -------------- | ---------- |
| 1. | «Country Shit» | 4:02       |

Реміксу
Цифровий сингл
| #  | Назва                                               | Тривалість |
| -- | --------------------------------------------------- | ---------- |
| 1. | «Country Shit (Remix)» (з участю Ludacris та Bun B) | 3:15       |

## Чартові позиції
Концертної версії
| Чарт (2011)                          | Найвища позиція |
| ------------------------------------ | --------------- |
| US Hot R&B/Hip-Hop Songs (Billboard) | 50              |
| US Hot Rap Songs (Billboard)         | 23              |